# Psyche palearis
Psyche palearis är en fjärilsart som beskrevs av Geoffroy 1785. Psyche palearis ingår i släktet Psyche och familjen säckspinnare. Inga underarter finns listade.